# Лебедєва Оксана Сергіївна

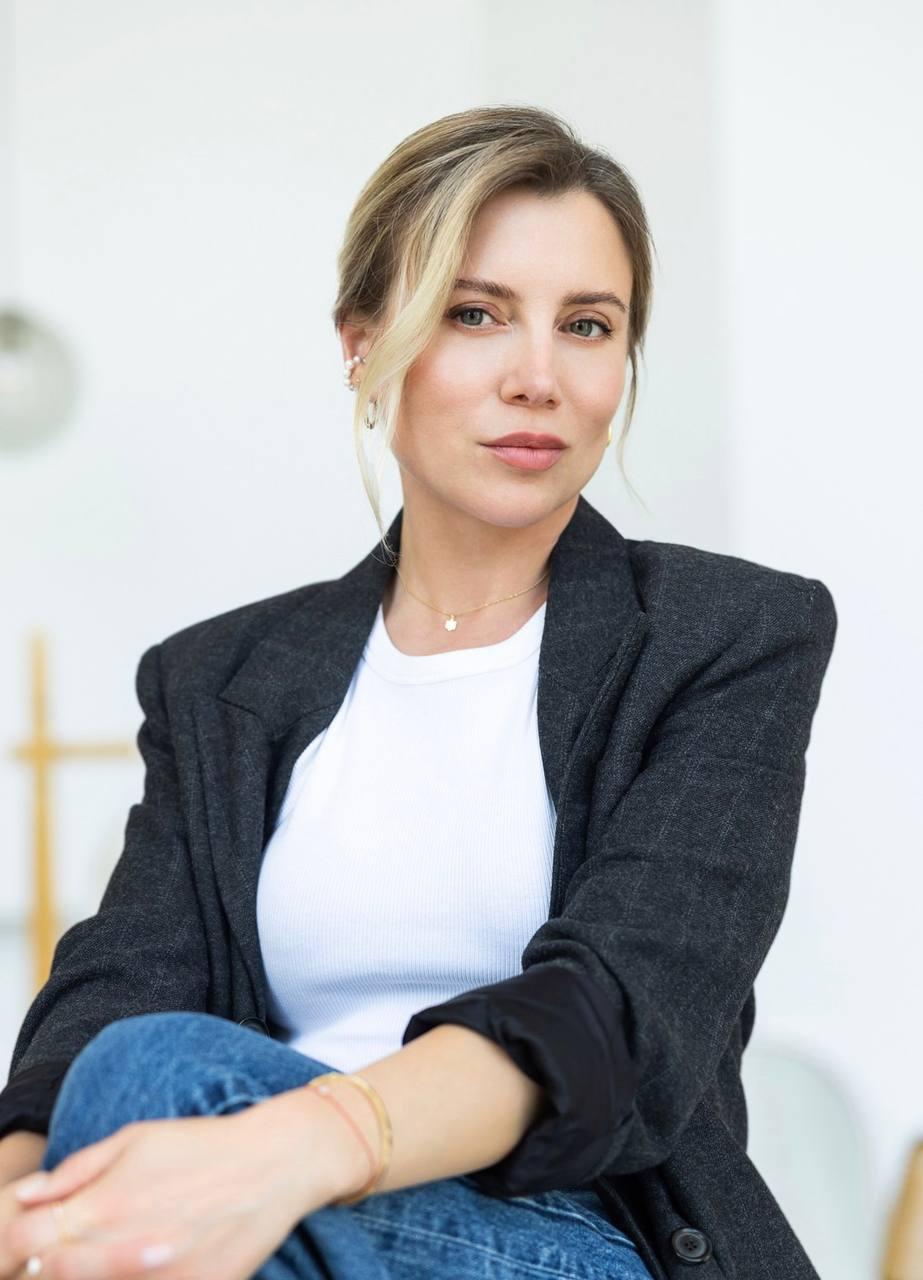
Оксана Лебедєва, засновниця і голова правління Gen.Ukrainian

Оксана Сергіївна Лебедєва (нар. 24 квітня 1985, Улан-Батор, Монголія) — українська громадська діячка, фахівчиня у сфері захисту прав дитини. Засновниця та голова правління громадської організації Gen.Ukrainian, що займається розробкою програм психологічної реабілітації для дітей і підлітків, які постраждали внаслідок війни. Співавторка артбуку CRYONES.

### Біографія
Народилася 24 квітня 1985 року в Улан-Баторі (Монголія) у сім’ї українців: батько — військовослужбовець, мати — медик.  
Освіту здобула в Україні, закінчила факультет соціології та права Національного технічного університету України «Київський політехнічний інститут». З першого курсу почала працювати в медіа: Starlight Media, телеканал Україна, UMH group. 

### Громадська діяльність

#### Gen.Ukrainian
У березні 2022 року Лебедєва заснувала благодійну організацію Gen.Ukrainian, діяльність якої спрямована на психологічну реабілітацію дітей, які зазнали травматичного досвіду війни: втратили батьків, пережили окупацію або примусову депортацію..
Організація реалізує психоедукаційні інтенсиви Gen.Camp, розробляє програми підтримки та займається меморіалізацією дитячого досвіду війни.
Однією з ключових програм є «Захищені любов’ю» — 21-денна реабілітаційна програма, створена командою психологів Gen.Ukrainian на основі принципів травмофокусованої когнітивно-поведінкової терапії низької інтенсивності. Її мета — стабілізація емоційного стану та інтеграція травматичного досвіду дітей.
У серпні 2022 року разом із командою психологів організувала перший реабілітаційний інтенсив Gen.Camp для українських дітей, які пережили травматичні події в Маріуполі, Ірпені, Бучі.
З моменту заснування організації допомогу отримали тисячі українських дітей, які зазнали психологічних травм війни.

#### CRYONES
У червні 2024 року вийшов артбук "CRYONES". Збірка зовсім недитячих дитячих історій», створений у співавторстві Оксани Лебедєвої, Івана Голуба та Поліни Клібус. Видання поєднує художні роботи й історії дітей, які пройшли реабілітацію в Gen.Camp.
У грудні 2024 року артбук СRYONES став книгою місяця в Бодліанській бібліотеці.

#### Gen.Hope
У серпні 2025 року Лебедєва започаткувала центр провідного досвіду з психічного здоров’я дітей та підлітків Gen.Hope. Центр впроваджує травма-інформований підхід у роботі з дітьми в Україні та за її межами, формує стандарти, готує фахівців і сприяє розвитку систем психосоціальної підтримки.
До експертної ради Gen.Hope увійшли міжнародні спеціалісти:
- Віктор Керіон — директор програми розвитку стресу та стійкості в ранньому віці Стенфордського університету;
- Рагнхільд Дюбдал — експертка з глобального психічного здоров’я, Норвезький інститут громадського здоров’я, доцентка Бергенського університету;
- Денис Угрін — професор дитячої та підліткової психіатрії та глобального психічного здоров’я Лондонського університету королеви Марії.

### Відзнаки
У грудні 2024 року артбук СRYONES став книгою місяця в Бодліанській бібліотеці.
Лауреатка премії УП100 від “Українська правда” в категорії “Суспільство”.